# كيرك كالدويل
كيرك كالدويل (بالإنجليزية: Kirk Caldwell)‏ هو محامي وسياسي أمريكي، ولد في 4 سبتمبر 1952 في الولايات المتحدة. حزبياً، نشط في الحزب الديمقراطي. وقد انتخب عضو مجلس النواب في هاواي وانتخب عمدة.

## وصلات خارجية
- الموقع الرسمي

محامون من ولاية هاواي